# ホサベド・サンチェス
ホサベド・サンチェス・ルイス（Jozabed Sánchez Ruiz, 1991年3月8日 - ）は、スペイン・アンダルシア州出身のプロサッカー選手。CDルーゴ所属。ポジションはMF。

## 来歴
カンテラ時代を地元のセビージャFCで過ごし、2010年に3軍に当たるCチームに登録。翌2011年にセビージャ・アトレティコに昇格し、トップチーム入りを目指していたが、2013年2月1日にSDポンフェラディーナと契約。更に7月9日にレアル・ハエンに移籍し、セグンダ・ディビシオンBなどでプレー。
2014年6月20日、ラージョ・バジェカーノと3年契約を締結。10月4日のFCバルセロナ戦で、ラ・リーガ初出場。2015年1月4日のヘタフェCF戦で、リーガ初ゴールを記録。2014-15シーズンは11位で終えたものの、翌2015-16シーズンは18位で終え、セグンダ・ディビシオンに降格となった。
2016年8月12日、イングランド・フットボールリーグ・チャンピオンシップのフラムFCと3年契約を締結。しかし、新天地に馴染めず2017年1月13日にセルタ・デ・ビーゴへのローン移籍が決定し、リーガ復帰。2016-17シーズンはUEFAヨーロッパリーグに出場し、快進撃を展開。準決勝に進出し、マンチェスター・ユナイテッドFCと対戦したものの、全スコア1-2で敗退を喫した。
2017年7月4日、セルタへの完全移籍が決定し、4年契約を締結した。